# Pogrome von Oujda und Jerada
Die Pogrome von Oujda and Jerada von 1948 waren antisemitisch motivierte Pogrome von wesentlichen Teilen der islamischen Mehrheitsbevölkerung in Französisch-Marokko, die vom 7. Juni 1948 bis zum 8. Juni jenes Jahres stattfanden.
Sie richteten sich gegen die jüdischen Gemeinden in den Städten von Oujda und Jerada in Nordost-Marokko.
Bei diesen Ereignissen wurden 42 Juden durch Muslime getötet und schätzungsweise über 150 weitere verletzt. Die Pogrome waren eine Reaktion auf den Bürgerkrieg in Palästina, im Zuge dessen man sich mit den arabischen Palästinensern solidarisieren wollte.
Später wurden in einer Geheimaktion des Mossad namens Operation Jachin ca. 80.000 marokkanische Juden zwischen November 1961 und Frühling 1964 außer Landes gebracht. Kanada war das Land, das an zweiter Stelle nach Israel eine große Zahl dieser Menschen aufnahm.